# Sumber Bulu
Sumber Bulu is een bestuurslaag in het regentschap Banyuwangi van de provincie Oost-Java, Indonesië. Sumber Bulu telt 3503 inwoners (volkstelling 2010).